# Плита перекриття

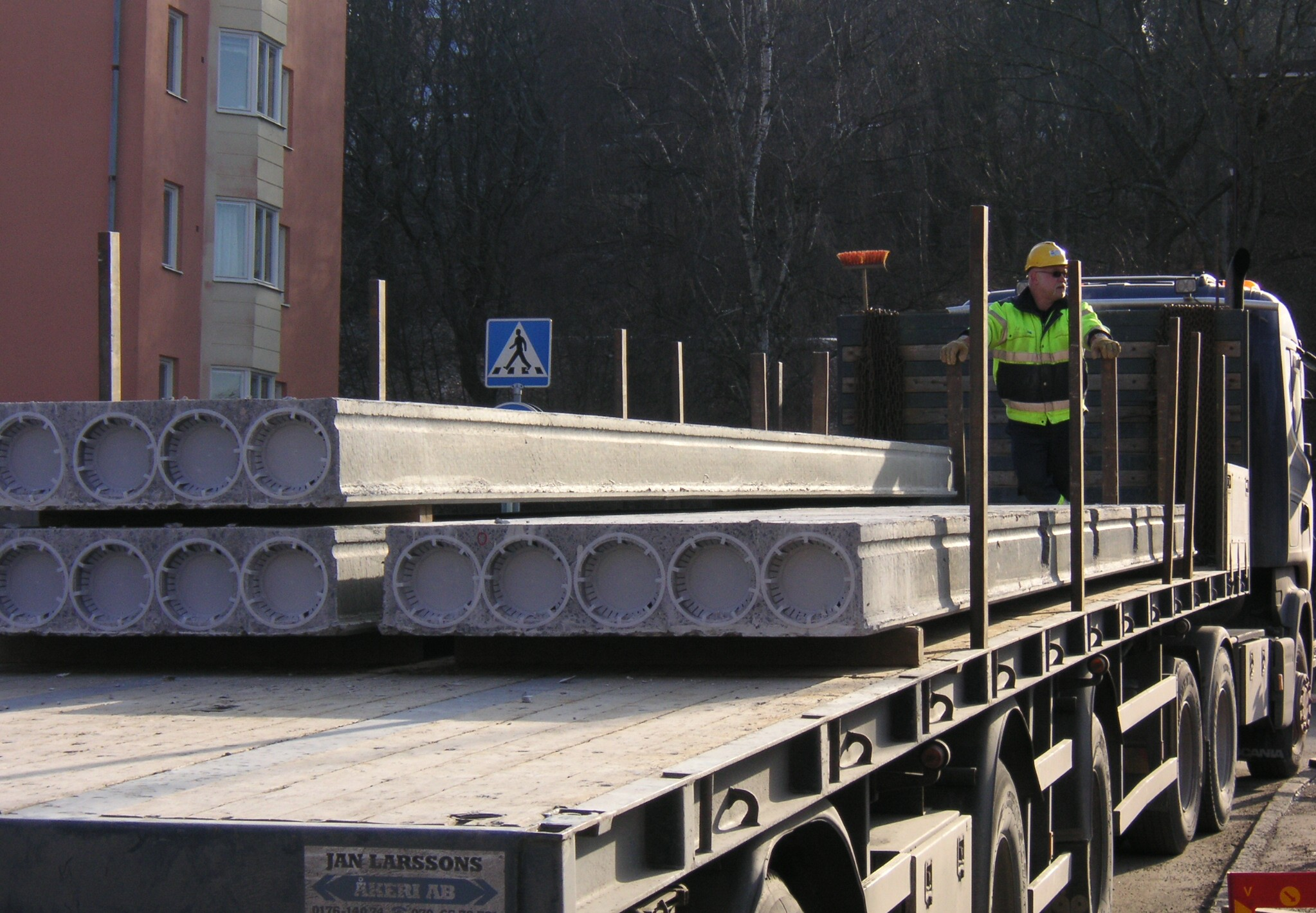
Порожниста плита міжповерхового перекриття

Залізобетонна плита або плита перекриття — це залізобетонний виріб, який застосовується в будівництві для перекриття нижнього поверху і відповідно слугує складовим елементом підлоги для верхнього.
Залізобетонні плити є універсальними, оскільки знайшли своє застосування, як у котеджному будівництві, так і в будівництві багатоповерхових будинків і промисловому будівництві. Кожна плита монтується окремо одна від іншої, але при цьому вони створюють монолітне залізобетонне перекриття.
У сучасному будівництві з'явився ряд інших перекриттів (дерев'яні, з полістирол бетону), що заміняють залізобетонні плити, але саме панелі перекриття залишаються найпоширенішим перекриттям, оскільки мають ряд переваг.